# Andimilos
Andímilos (ou Antímilos, en grec moderne : Αντίμηλος), est une île grecque inhabitée dans l'archipel des Cyclades en mer Égée. Elle se trouve à environ 20 km à vol d'oiseau au nord-ouest du port de Milos, a une longueur de 4 km et une largeur de 3 km pour une superficie de 8 km2.
Andimilos est pauvre en végétation et n'est habitée que par quelques chèvres et lapins sauvages. L'île est d'origine volcanique et son point culminant s'élève à 671 m.